# FK Slavija Mazyr
FK Slavija Mazyr (Wit-Russisch: ФК Славія Мазыр) is een Wit-Russische voetbalclub uit de stad Mazyr. De club werd in 1987 opgericht als Polesye Mozyr, voor de onafhankelijkheid was de Russische naam Mozyr nog in voege. 
Na de onafhankelijkheid van Wit-Rusland begon de club in 1992 in de 2de klasse, na 2 vicetitels werd de club kampioen in 1995 en werd meteen 2de in 1995, dat seizoen was er enkel competitie in de herfst, zodat vanaf volgend seizoen de competitie in eenzelfde jaar viel. De clubnaam was intussen gewijzigd naar FK MPKC Mazyr en in 1996 werd de titel binnen gehaald. Twee jaar later werd de naam Slavija Mazyr aangenomen en in 2000 werd de club opnieuw kampioen. Van dan af ging het bergaf, een 7de plaats in 2001 werd gevolgd door degradatiegevechten, een strijd die het in 2005 verloor.
In 2006 veranderde de club andermaal van naam na een fusie met ZLiN Gomel. De naam werd FK Mazyr-ZLiN. In 2007 werd gespeeld als FK Mazyr en in 2009 werd de huidige naam aangenomen. In 2011 werd de club kampioen in de Pershaya Liha en promoveerde weer naar het hoogste niveau. In 2017 degradeerde de club maar promoveerde in 2018 direct weer terug.

## Erelijst
- Vysjejsjaja Liga
  - 1996, 2000
- Beker van Wit-Rusland
  - Winnaar: 1996, 2000
  - Finalist:1999, 2001
- Pershaya Liha
  - 2011, 2018

## Naamsveranderingen
- 1987 FK Polesye Mozyr
- 1992 FK Polesye Mazyr
- 1994 FK MPKC Mazyr
- 1998 FK Slavija Mazyr
- 2006 FK Mazyr-ZLiN
- 2007 FK Mazyr
- 2009 FK Slavija Mazyr

## Mozyr in Europa
#Q = #kwalificatieronde, #R = #ronde, T/U = Thuis/Uit, W = Wedstrijd, PUC = punten UEFA coëfficiënten .
Uitslagen vanuit gezichtspunt FK Slavija Mazyr
| Seizoen | Competitie       | Ronde | Land                 | Club                   | Totaalscore | 1e W    | 2e W    | PUC |
| ------- | ---------------- | ----- | -------------------- | ---------------------- | ----------- | ------- | ------- | --- |
| 1996/97 | Europacup II     | Q     | Vlag van IJsland     | KR Reykjavík           | 2-3         | 2-2 (T) | 0-1 (U) | 1.0 |
| 1997/98 | Champions League | 1Q    | Vlag van Moldavië    | Constructorul Chişinău | 4-3         | 1-1 (U) | 3-2 (T) | 5.0 |
|         |                  | 2Q    | Vlag van Griekenland | Olympiakos Piraeus     | 2-7         | 0-5 (U) | 2-2 (T) | 5.0 |
| 1997/98 | UEFA Cup         | 1R    | Vlag van Georgië     | Dinamo Tbilisi         | 1-2         | 1-1 (T) | 0-1 (U) | 5.0 |
| 2000/01 | UEFA Cup         | Q     | Vlag van Israël      | Maccabi Haifa FC       | 1-1 u       | 1-1 (T) | 0-0 (U) | 1.0 |
| 2001/02 | Champions League | 1Q    | Vlag van Faeröer     | VB Vágur               | 5-0         | 0-0 (U) | 5-0 (T) | 1.5 |
|         |                  | 2Q    | Vlag van Slowakije   | Inter Bratislava       | 0-2         | 0-1 (T) | 0-1 (U) | 1.5 |

Totaal aantal punten voor UEFA coëfficiënten: 8.5